# Bosque de Seúl

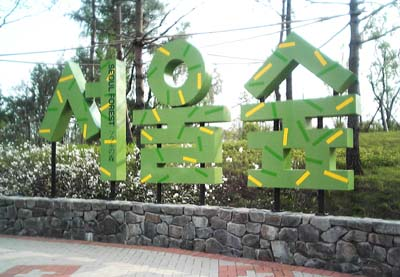
Bosque de Seúl
Hangul - 서울숲

Bosque de Seúl es un gran parque en Seongdong-gu, Seúl, Corea del Sur. Está abierto todo el año y la entrada es gratuita. Bosque de Seúl abrió sus puertas en junio de 2005. El gobierno de la ciudad pasó ₩ 235200000000 en el desarrollo. 

El parque es servido por Seúl Línea 2 del metro, Estación Ttukseom, salida 8 o Bundang Line, Estación Forestal Seúl, salida 3. Continuar recto hasta llegar a la gran calle y girar a la izquierda. Como a una cuadra abajo, en la calle, se encuentra el parque.

## Galería de imágenes

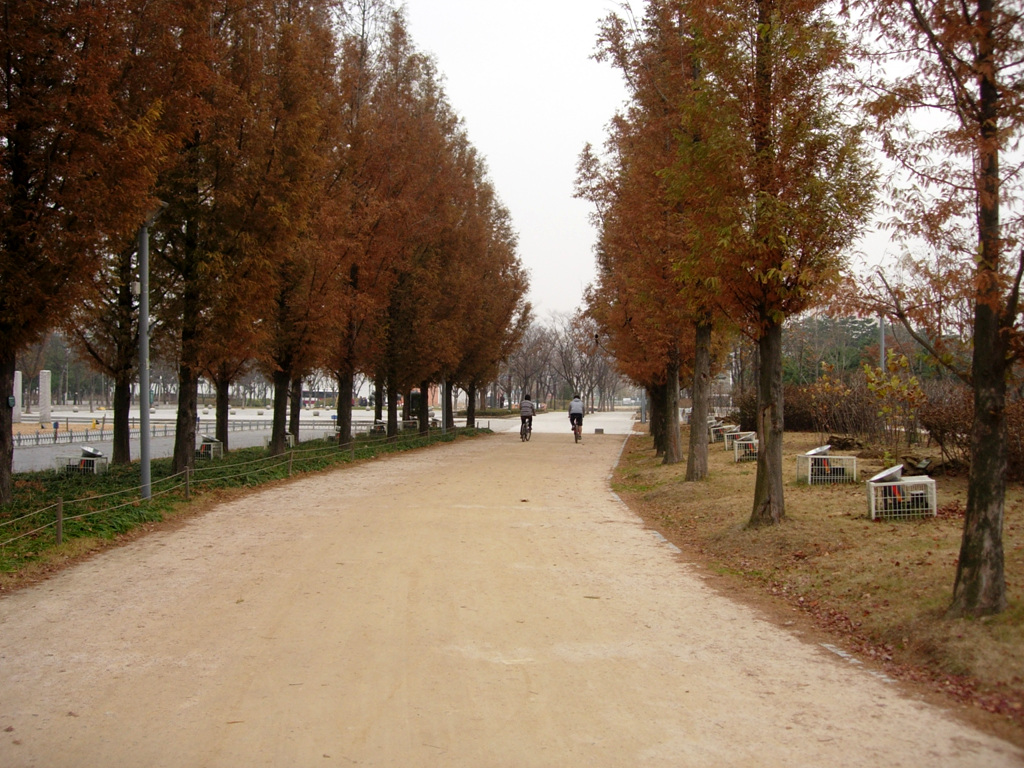